# Перов Олександр Олександрович
Олександр Олександрович Перов (рос. Александр Александрович Перов; 12 жовтня 1987, м. Андропов, СРСР) — російський хокеїст, захисник. Виступає за «Кристал» (Саратов) у Вищій хокейній лізі. 
Виступав за «Локомотив-2» (Ярославль), «Іжсталь» (Іжевськ), «Супутник» (Нижній Тагіл), ТХК (Твер). 